# Keelpad
De keelpad (Sclerophrys gutturalis) is een amfibie uit de familie padden (Bufonidae). De soort werd voor het eerst wetenschappelijk beschreven door John Haycinth Power in 1927. Oorspronkelijk werd de wetenschappelijke naam Bufo regularis gutturalis gebruikt. De keelpad werd lange tijd tot het niet meer erkende geslacht Amietophrynus gerekend.

## Uiterlijke kenmerken
De huid is lichtbruin met donkere vlekken. Vrouwtjes worden groter dan mannetjes, maar mannetjes bezitten langere voorpoten. De lichaamslengte bedraagt 5 tot 10 centimeter.

## Levenswijze
Het voedsel van deze bodembewonende padden bestaat voornamelijk uit ongewervelde dieren zoals termieten.
De mannetjes maken ronkende geluiden om de vrouwtjes te lokken. De eieren worden afgezet in het water.

## Verspreiding en habitat
De keelpad komt voor in zuidelijk Afrika in de nabijheid van plassen, stuwmeren en beken, maar ook in stedelijke gebieden.